# Beata Mikołajczyk
Beata Mikołajczyk, född den 15 oktober 1985 i Bydgoszcz, Polen, är en polsk kanotist.
Hon tog OS-silver i K-2 500 meter vid de olympiska kanottävlingarna 2008 i Peking.
Hon tog därefter OS-brons i K-2 500 meter vid de olympiska kanottävlingarna 2012 i London.
Vid de olympiska kanottävlingarna 2016 i Rio de Janeiro tog hon en bronsmedalj i K-2 500 meter.